# Medal of Honor: Heroes 2
Medal of Honor: Heroes 2 — шутер от первого лица для игровых консолей Wii и PSP. Это очередная игра серии игр Medal of Honor, в которой игроку вновь придётся взять на себя роль солдата союзников во времена Второй мировой войны. Обе версии игры (как для PSP так и для Wii) разрабатывались с нуля, чтобы соответствовать своей системе. О выходе игры было объявлено на пресс конференции Nintendo на E3 2007. В Германии игра не может быть продана лицу младше 18 лет из-за рейтинга наложенного USK.
Это вторая Medal of Honor, вышедшая на Wii. Первая была Medal of Honor: Vanguard.

## Сюжет
Игрок берёт на себя роль оперативника УСС лейтенанта Джона Берга. В игре есть семь миссий, которые основаны на Битве за Шербур. Вооружение включает в себя автомат Томпсона, MP 38/40, M1 Garand, Mauser 98, Браунинг M1918, базуку, пистолет Люгера, и M1911A Colt .45. В режиме игры «кампания» игрок может использовать немецкое стационарное оружие, такое как миномёты и пулемёты MG 42, Flak 40.

## Сетевая игра
В Wii-версии игры можно играть до 32 человек на 1 сервере. В сетевой игре 6 карт и шесть скинов, 3 из которых доступны союзникам и остальные 3 доступны нацистской Германии. Игрокам предоставлено 3 многопользовательских режима.

### Deathmatch
В режиме Deathmatch каждый игрок должен убить как можно больше игроков настолько, насколько это возможно, также нужно пытаться умирать как можно меньше. Подсчёт очков ведётся по системе умер-убил.

### Командный deathmatch
Каждый игрок принадлежит к одной из команд (либо Союзники, либо Третий рейх). Цель этого режима — убивать больше и умирать меньше, чем соперники. В конце раунда побеждает команда с бо́льшим количеством очков.

### Захват флага
В этом режиме цель каждой команды — захватить флаг у противоположной команды и принести его на свою базу, побеждает та команда, которая за раунд совершала данное действие больше.
Список лидеров, поддерживаемый EA Nation, содержит 10000 строчек рейтинга. Для того, чтобы попасть в этот список, нужно иметь больше убийств чем смертей.

## Аркадный режим
В Wii-версии игры есть аркадный режим, который напоминает виртуальный тир.

## Рецензии
| Сводный рейтинг | Сводный рейтинг | Сводный рейтинг |
| Издание         | Оценка          | Оценка          |
| Издание         | PSP             | Wii             |
| --------------- | --------------- | --------------- |
| GameRankings    | 69,55 %         | 74,71 %         |

- Game Informer — 6.75.
- GameSpot — Wii: 8/10 PSP 7/10
- IGN — 8.4
- Metacritic — Wii: 75 %, PSP: 70 %
- NGamer — 72 %
- Nintendo Power — 8/10
- Official Nintendo Magazine — 78 %
- X-play — 3/5